# Osaka Metropolitan University
Koordinaten: 34° 38′ 49,1″ N, 135° 30′ 35,9″ O

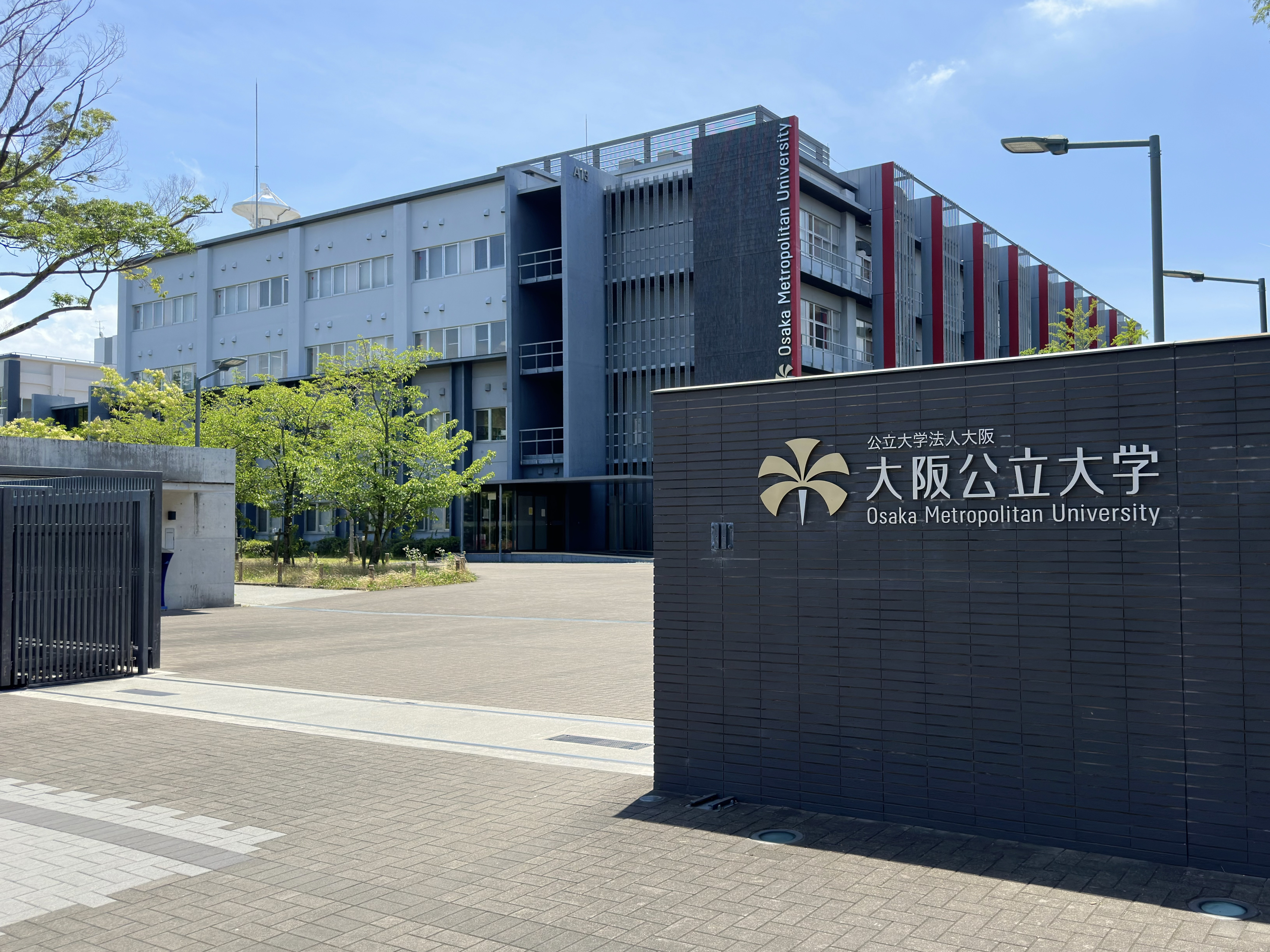
Nakamozu-Campus (2023)

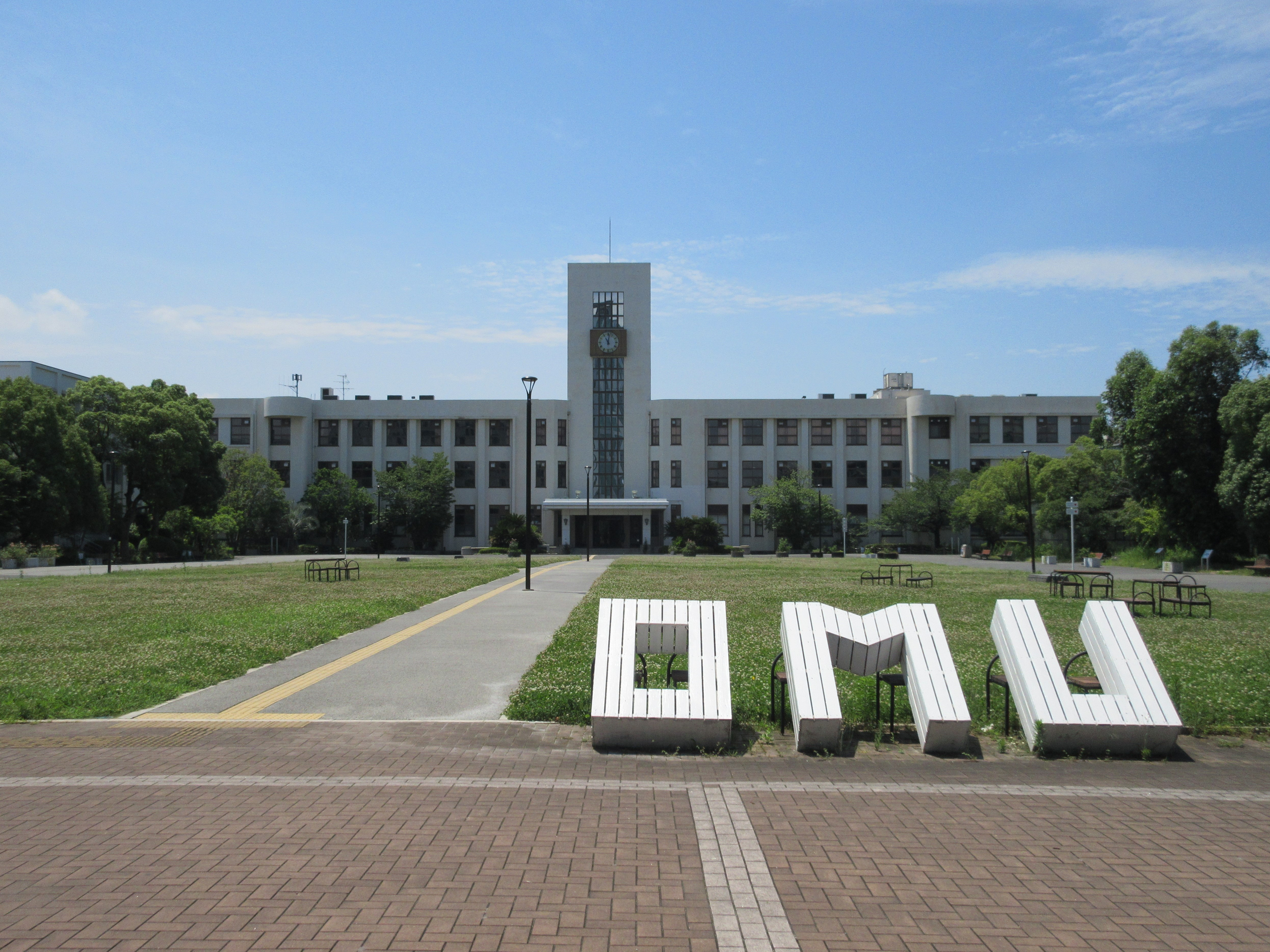
Sugimoto-Campus (2024)

Die Osaka Metropolitan University (engl. für jap. 大阪公立大学 Ōsaka kōritsu daigaku, wörtlich „Öffentliche Universität Osaka“, kurz: OMU oder Kōdai (公大)) ist eine öffentliche (präfekturale und städtische) Universität in Japan. Die Universitätsverwaltung liegt im Bezirk Abeno der Stadt Osaka in der Präfektur Osaka.
Eingerichtet wurde die Universität im April 2022 durch den Zusammenschluss der Präfekturuniversität Osaka (Osaka Prefecture University, OPU, gegründet 1883) und der Städtischen Universität Osaka (Osaka City University, OCU, gegründet 1880). Der Zusammenschluss war ein Teil vom Ōsaka-to-Plan (大阪都構想, Ōsaka-to kōsō). Schon 2019 wurden die Universitätskörperschaften der zwei Universitäten zu einer Universitätskörperschaft vereinigt - die Öffentliche Universitätskörperschaft Osaka (公立大学法人大阪, engl. University Public Corporation Osaka), die von der Präfekturverwaltung und der Stadtverwaltung finanziert wird. Obwohl der Osaka-to-Plan im Referendum 2020 abgelehnt wurde, wurde der Zusammenschluss der Universitäten durchgeführt.
Die neue Universität übernahm fünf Campus der OPU und OCU. 2025 wird neuer Morinomiya-Hauptcampus eröffnet und einige Abteilungen (Geisteswissenschaften, Rehabilitation und Ernährungswissenschaft) werden darauf umziehen.
Die Studenten, die vor dem April 2022 in die OPU (oder OCU) eingetreten sind, werden die OPU (oder OCU), nicht die OMU, absolvieren.

## Fakultäten
- Nakamozu-Campus (in Naka-ku, Sakai, Präfektur Osaka, 34° 32′ 49,7″ N, 135° 30′ 24,7″ O [früher OPU]):
  - College für Wissenschaften vom Nachhaltigen System (jap. 現代システム科学域, engl. College of Sustainable System Sciences)
    - Abteilungen: Wissens- und Informationssystem / Wissenschaften vom Umweltsystem / Wohlfahrts- und Bildungswissenschaft / Psychologie

  - Schule für Ingenieurwissenschaften
  - Schule für Landwirtschaft

- Habikino-Campus (in Habikino, Präfektur Osaka, 34° 32′ 57,4″ N, 135° 35′ 16,4″ O [früher OPU]):
  - Schule für Pflegewissenschaft (2025 umfasst zum Abeno-Campus)
  - Schule für Medizin: Abteilung für Rehabilitation (bis 2025)

- Rinkū-Campus (in Izumisano, Präfektur Osaka, 34° 24′ 48,3″ N, 135° 18′ 9″ O [früher OPU]):
  - Schule für Veterinärmedizin

- Sugimoto-Campus (in Sumiyoshi-ku, Osaka, Präfektur Osaka, 34° 35′ 27,6″ N, 135° 30′ 18″ O [früher OCU]):
  - Schule für Handelswissenschaft
  - Schule für Wirtschaftswissenschaften
  - Schule für Rechtswissenschaft
  - Schule für Geisteswissenschaften
  - Schule für Ingenieurwissenschaften
    - Abteilungen in Sugimoto: Architektur / Bauingenieur / Chemie und Biotechnik

  - Schule für Naturwissenschaften
  - Schule für Leben und Ökologie (jap. 生活科学部, engl. School of Human Life and Ecology)
    - Abteilungen: Ernährungswissenschaft / Living Environment Design / Human Development and Welfare

- Abeno-Campus (in Abeno-ku, Osaka, Präfektur Osaka, 34° 38′ 48,2″ N, 135° 30′ 32,2″ O [früher OCU]):
  - Schule für Medizin: Abteilung für Medizin
  - Schule für Pflegewissenschaft